# 寶瓶座δ南流星雨
寶瓶座δ南流星雨是出現在7月中旬至8月中旬的流星雨，極大期在7月28或29日，但是母體尚不清楚是哪一顆彗星，頭號的候選者是96P/梅克賀茲一號彗星（1994o） （页面存档备份，存于），但在1994年觀測到這顆彗星已經分裂成數塊碎片。 （页面存档备份，存于）。
寶瓶座δ南流星雨的名稱來自於它的輻射點位在寶瓶座最亮恆星之一的δ星附近。與寶瓶座δ星相關的流星有兩個分支：南支和北支。寶瓶座δ南流星雨是較明顯的一支，每小時約可以看見15至20顆的流星，而在極大期時可以達到60顆。平均的輻射點位於赤經 =339°，赤緯 = -17°。寶瓶座δ北流星雨較弱，在8月中旬的後期達到極大期，平均每小時約有10顆流星，平均的輻射點則在赤經 =340°，赤緯 = -2°。
寶瓶座δ流星雨最適合的觀測時間是黎明前的幾小時內，並且得遠離城市的燈光。因為輻射點在南半球的星空上，所以在南半球的觀測者可以有比較好的觀測成果。在北半球觀測時，因為輻射點比較靠近南方的地平線，流星會扇形的出現在各處，從東邊到北邊和西邊都有，而只有少數路徑很短或靠近輻射點的流星才會朝向南方。

## 外部連結
詳細的觀測資料和歷史可以參考寶瓶座δ流星雨